# Leszek Pluciński
Leszek Pluciński (né le 3 juin 1990, à Nysa) est un coureur cycliste polonais. 

## Biographie
Leszek Pluciński commence le cyclisme en 2003, vers l'âge de treize ans. 
En 2011, il court chez les amateurs en France avec le club Tours Agglo 37. Il rejoint ensuite l'équipe continentale BDC-Marcpol en 2013. Bon grimpeur, il finit cinquième du Grand Prix Kralovehradeckeho kraje et septième du Mémorial Henryka Lasaka. L'année suivante, il se classe deuxième de la Race Horizon Park II, sixième du Tour de Serbie et du championnat de Pologne sur route, ou encore neuvième du Tour de l'Alentejo. 
En 2015, il intègre l'équipe continentale professionnelle CCC Sprandi Polkowice.
Au mois d'août 2018 il termine quatrième du Tour de République tchèque.

## Palmarès et classements mondiaux

### Palmarès
- 2012
  -  Champion de Pologne de la montagne espoirs
- 2014
  - 2e de la Race Horizon Park II
- 2015
  - Classement général du Bałtyk-Karkonosze Tour
  - 2e de la Visegrad 4 Bicycle Race - GP Polski
- 2017
  - 2e du CCC Tour-Grody Piastowskie

### Classements mondiaux
| Année           | 2013 | 2014 |
| --------------- | ---- | ---- |
| UCI Europe Tour | 642e | 293e |